# Aeroport de Bata
L'Aeroport de Bata és el segon aeroport més gran del país africà de Guinea Equatorial, després de l'aeroport de Malabo, i és l'única una altra pista asfaltada.
L'aeroport està situat a uns quilòmetres cap al nord de Bata i en la via cap al sud per sota d'Utonde, compta amb una pista de 2,3 km que opera només durant el dia i amb bona llum. L'aerolínia estatal i altres quatre empreses privades constitueixen la majoria de la indústria de Bata, transportant passatgers de l'aeroport internacional de Bioko, o les dues pistes de 800m a Annobón i Mongomo. L'aeroport és prou gros per acomodar un Boeing 737. Va acollir 15.000 passatgers el 2001. Al juliol de 2002, tot el personal de l'aeroport va ser detingut per permetre que el líder de la Unió Popular, un partit d'oposició, pogués abordar un vol amb destinació a Gabon. La freqüència de la torre és de 118,800 MHz (VHF).

## Aerolínies i destins
| Aerolínies                      | Destinacions                        |
| ------------------------------- | ----------------------------------- |
| Air Annobón                     | Malabo                              |
| Ceiba Intercontinental Airlines | Annobón, Douala, Libreville, Malabo |
| Cronos Airlines                 | Cotonou, Douala, Malabo             |
| Guinea Ecuatorial Airlines      | Malabo                              |